# Fret SNCF
Fret SNCF était une entreprise ferroviaire française, qui, du 1er janvier 2020 au 31 décembre 2024, est l'une des cinq sociétés constituant la SNCF. Elle faisait en outre partie de Rail Logistics Europe, le pôle fret et logistique ferroviaire du groupe SNCF.
Jusqu'au 31 décembre 2019, Fret SNCF était une activité — sous statut d'établissement public à caractère industriel et commercial (EPIC) — de la SNCF. L'activité était, par ailleurs, nommée SNCF Marchandises jusqu'en 1989.
Dans le cadre d'une procédure de « discontinuité économique » choisie par le gouvernement français pour répondre à des accusations d'aides illégales portées par la Commission européenne, deux nouvelles sociétés lui succèdent au 1er janvier 2025 : Hexafret, pour le transport, et Technis, pour la maintenance du matériel,.

## Histoire

### Origines et développement
Lors de la seconde moitié du XIXe siècle, on assiste à une révolution dans le domaine des transports avec l'apparition du chemin de fer. Nécessaires pour les transports des marchandises, les réseaux ferroviaires vont se développer rapidement pour desservir une grande partie de la France. En 1852, le réseau français compte environ 3 000 kilomètres de voies. Ce chiffre atteint 17 000 kilomètres en 1870 et 26 000 kilomètres en 1882. La densité du réseau ferré est alors la plus élevée d’Europe. La construction du réseau principal s'est faite à l'image des axes routiers, en étoile autour de Paris.

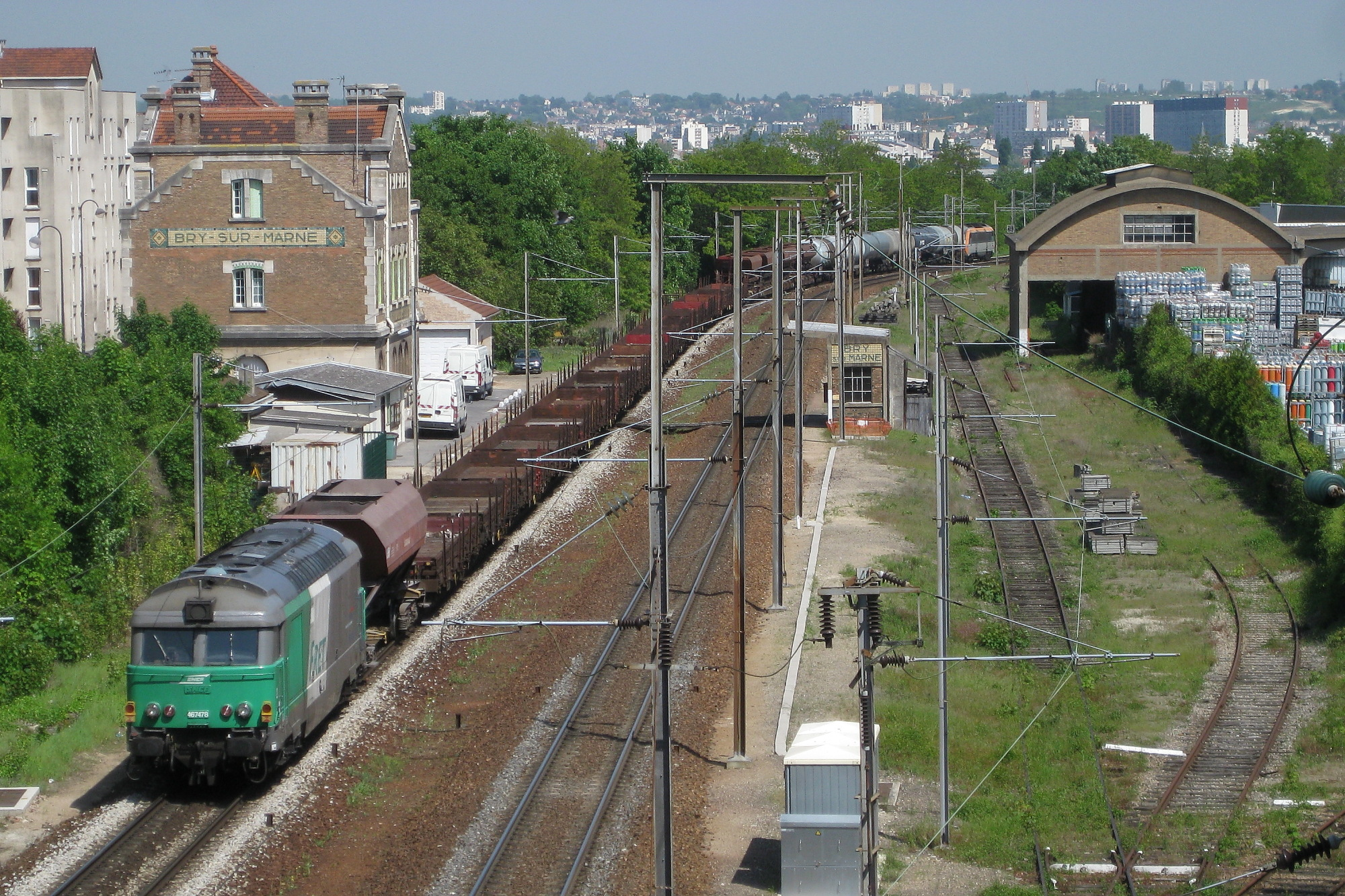
Un train de Fret SNCF tracté par une BB 26000 (avec la BB 67478 en véhicule), à droite une ancienne halle à marchandises.

Aux débuts du chemin du fer, le trafic des marchandises était traité dans des halles à marchandises souvent accolées aux bâtiments voyageurs des gares. Ces halles permettaient le chargement et le déchargement des wagons ainsi que l'entreposage des marchandises. Rapidement il devint nécessaire d'isoler le trafic marchandises du trafic voyageurs au moins dans les gares moyennes. Des halles à marchandises plus grandes et indépendantes des bâtiments voyageurs furent alors construites souvent en périphérie des agglomérations. Elles étaient pour la plupart dotées de vastes cours de débords — aussi appelées cours marchandises — permettant le transbordement entre les wagons et les véhicules routiers. Pour les plus grandes villes, des gares destinées uniquement au trafic des marchandises et comportant parfois plusieurs halles, bâtiments et cours furent également construites. Les wagons isolés, qui représentaient alors l'immense majorité du trafic, transitaient par plusieurs gares de triage. On voit également apparaître de nombreux embranchements particuliers permettant de relier directement un site industriel au réseau ferré. Si à l'origine le droit de raccordement au réseau ferré n'était autorisé qu'aux mines et aux usines, celui-ci a été entendu à d'autres catégories d'entreprises en 1898 et en 1908. En 1914, la France compte 3 800 embranchements particuliers. Il n'était pas rare à l'époque de trouver des trains mixtes, voyageurs et marchandises, sur les petites lignes.
On distingue deux types d'acheminement des marchandises : la petite vitesse (PV) et la grande vitesse (GV). La petite vitesse représentait la majorité du trafic grâce à ses tarifs avantageux. La grande vitesse, plus coûteuse, était utilisée pour les marchandises nécessitant un transport rapide comme les fruits et légumes ou les animaux vivants.
La Société nationale des chemins de fer français (SNCF) est née le 31 août 1937 par le regroupement des anciens réseaux privés et publics. Lorsque l'exploitation des anciens réseaux lui revient, le 1er janvier 1938, elle dispose alors de 42 500 kilomètres de voies (à la fin des années 2010 le réseau ferré national compte un peu moins de 30 000 kilomètres de voies) et 6 500 embranchements particuliers.
Le chemin de fer est mis en concurrence avec le transport routier dès les années 1930, on assiste alors aux premières fermetures de lignes. Ce phénomène s’amplifie dans les années 1950 et 1960. Si de nombreuses lignes sont fermées au service des voyageurs, le service des marchandises parvient souvent à se maintenir plus longtemps. Les petites lignes, généralement à voie unique, qui ne connaissent qu'un faible trafic marchandises sont alors désignées sous le terme de « lignes capillaires ».
Le 1er janvier 1946, la SNCF entreprend une réforme du transport de marchandises en remplaçant la petite vitesse et la grande vitesse par le régime ordinaire (RO) et le régime accéléré (RA). Grâce à cette réforme le régime accéléré représenta jusqu'à 33 % du trafic marchandises alors qu'à l'époque de la grande vitesse, celle-ci ne dépassa jamais les 13 %.
En 1948, la SNCF créée la Compagnie nouvelle de cadres (CNC) afin d'utiliser ce nouveau mode de transport.
Dans les années 1960, on comptait près de 6 000 gares ou points frontières traitant quotidiennement entre 20 000 et 25 000 wagons de marchandises.
En 1970 est créé le Sernam, Service national des messageries, afin de s'occuper du transport des colis.
« Ferdom » (fer à domicile) était une activité de SNCF Marchandises qui consistait à transférer un wagon sur une remorque routière pour le livrer directement chez un client non desservi par le rail.

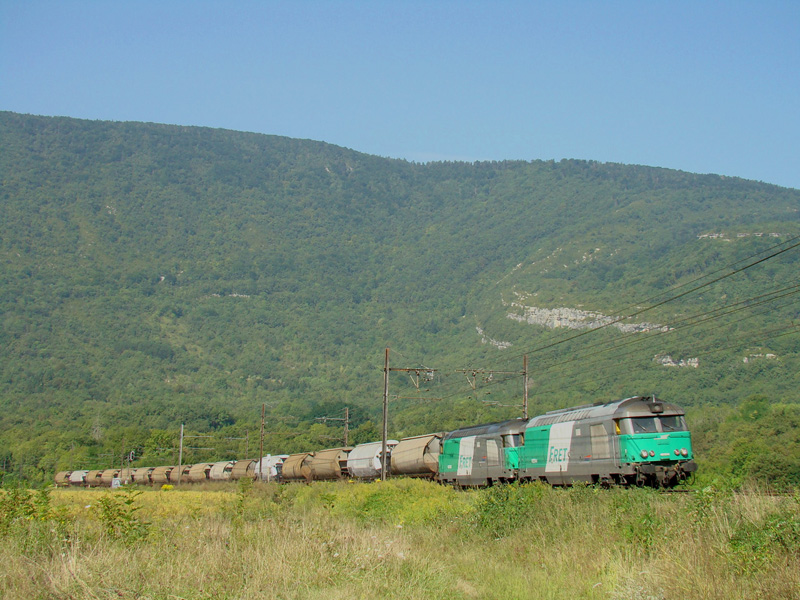
Un train de Fret SNCF tracté par les BB 67544 et 67507.

En 1980, le fret ferroviaire en France représentait 60 milliards de tonnes kilomètres dont 38,1 milliards de tonnes kilomètres pour les wagons isolés.
Le 1er janvier 1983, la SNCF change de statut pour devenir un établissement public à caractère industriel et commercial.
En 1989, le régime ordinaire et le régime accéléré sont supprimés au profit du régime unique et SNCF Marchandises devient Fret SNCF.
En 1990, Fret SNCF avait transporté 140 millions de tonnes de marchandises (dont 53,3 millions de tonnes à l'international), employait 50 000 cheminots, comptait 10 000 clients et réalisait un chiffre d'affaires de 13 milliards de francs. Environ 90 % du trafic est traité au sein de 9 000 installations terminales embranchées.

### La chute du fret ferroviaire
En 1993, les wagons isolés ne représentaient plus que 12,8 milliards de tonnes kilomètres. Entre 1989 et 1993, la SNCF ferme environ 2 800 gares au service du fret. En 1994, le wagon isolé comptait 25 000 équivalents temps plein, en 2020 l’effectif total de Fret SNCF est inférieur à 5 000 équivalents temps plein. Dans les années 1980 et 1990, la part du transport de marchandises par le rail était de 21 %.
Fret SNCF est une activité en difficultés depuis plusieurs années, l'équilibre budgétaire n'ayant plus été atteint depuis 1998.
En 2000, un objectif gouvernemental prévoyait de doubler le trafic de Fret SNCF en 10 ans. De 52 milliards de tonnes kilomètres en 1999, il était prévu d'atteindre 60 milliards de t.km en 2002 et 100 milliards en 2010.
La part modale du ferroviaire dans le transport de marchandises en France était de 17 % en 2000 (le trafic était alors dans son immense majorité traité par Fret SNCF), elle a chuté à 10,5 % en 2006 et à 8,8 % en 2008 (tous opérateurs confondus), première année de la crise économique.
Le Sernam est privatisé entre 2002 et 2005 et délaisse le transport ferroviaire au profit de la route. En 2005, la CNC devient Naviland Cargo et réduit considérablement son activité. 25 terminaux de transport combiné sont fermés entre 2002 et 2006.

### Restructuration et contraction du trafic

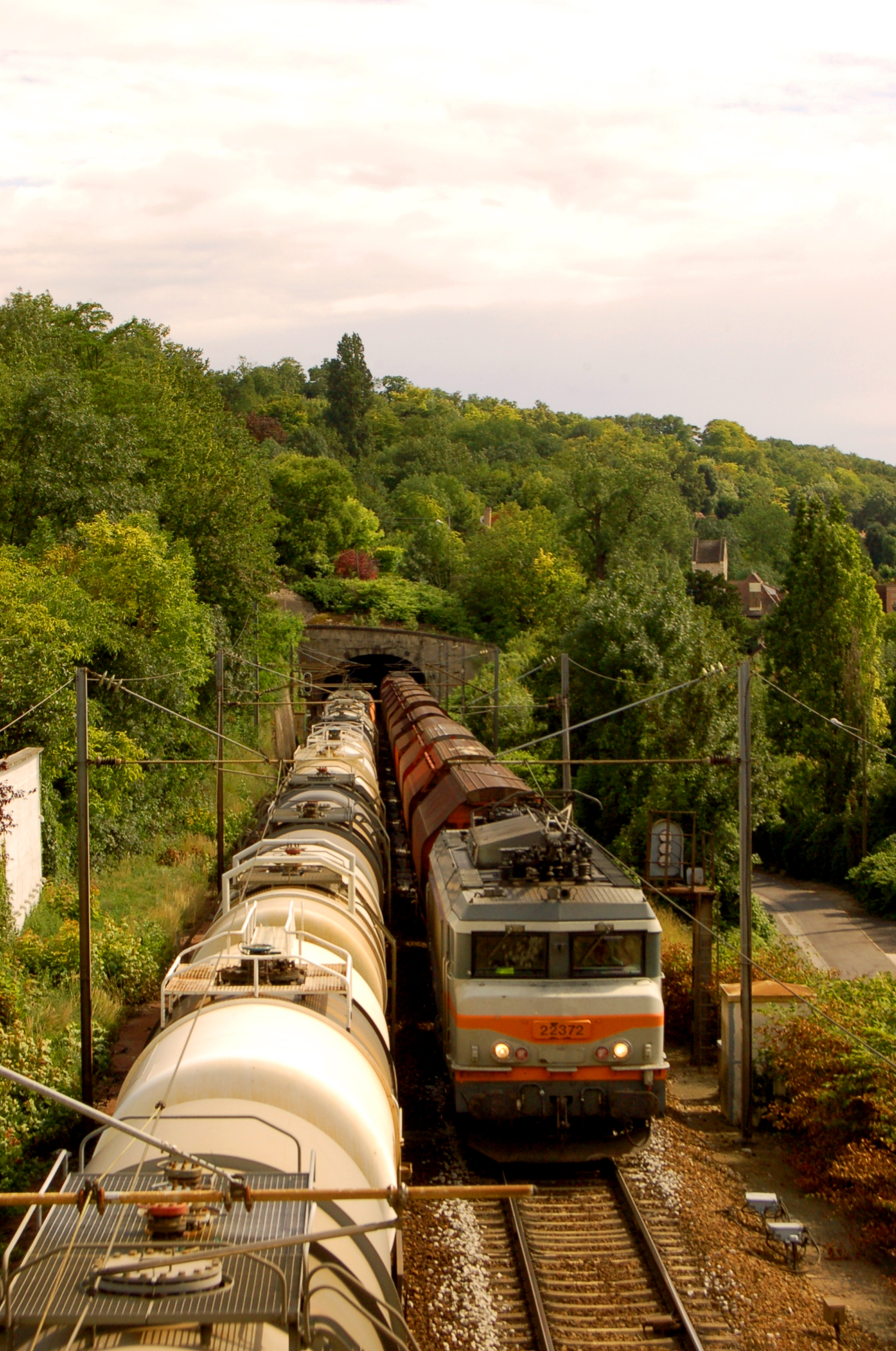
Croisement de 2 trains de Fret SNCF.

En 2002, le chiffre d'affaires de l'activité était de 1,96 milliard d'euros. Le trafic a représenté 128 millions de tonnes transportées soit 50,03 milliards de tonnes kilomètres. Fret SNCF compte 13 850 clients en Europe. Le réseau ferré national compte alors 1 800 gares Fret, 19 gares de triage, 4 535 installations terminales embranchées et 45 terminaux de transport combiné. Concernant le matériel, le groupe SNCF dispose de 80 000 wagons fret. Le parc de locomotives destinées au fret est composé de 2 200 machines(1 200 électriques, 600 diesels de ligne et 400 diesels de manœuvre) et 1 200 locotracteurs.
En 2003, le chiffre d'affaires de Fret SNCF était de 1,86 milliard d'euros. Le trafic a représenté 124,8 millions de tonnes transportées soit 46,83 milliards de tonnes kilomètres. Le réseau ferré national ne compte plus que 1 509 gares fret, 17 gares de triages et 29 terminaux combinés. Le parc de locomotives destinées au fret comporte 1 842 machines (947 électriques, 493 diesels de ligne, 402 diesels de manœuvre) et 1 178 locotracteurs.
En 2004, l'activité a enregistré une perte de près de 400 millions d’euros. Un plan de recapitalisation, d’un montant de 1,5 milliard d’euros sur trois ans, a été engagé en 2005 avec l’accord de la Commission européenne. L’État français est autorisé à subventionner la SNCF à cet effet à hauteur de 800 millions tandis que l’entreprise financera par elle-même le solde de 700 millions. En contrepartie, les conditions posées par la Commission portent sur l’ouverture effective (ouverte en théorie depuis 1993) du marché du fret à la concurrence, pour les relations internationales au 31 mars 2005 et pour le marché intérieur au 1er janvier 2007 et sur l’interdiction de toute autre subvention pendant dix ans, sauf si l’activité fret était filialisée. Finalement, l'État français a souhaité accélérer l'ouverture à la concurrence qui est devenue effective le 1er avril 2006.
Fret SNCF a été surpris par le dynamisme et la réactivité des « nouveaux entrants » qui ont pris une partie des marchés rentables, les trains massifs (dont la composition n'est pas remaniée entre l'origine et la destination), lui laissant le soin d'opérer des trafics plus coûteux (trains de lotissement, créés par associations de wagons isolés, qui passent par les triages pour changer de train) dans des zones plus diffuses.
Parallèlement, la SNCF a lancé un plan de restructuration de l’activité pour lui permettre de retrouver un équilibre économique stable. Ce plan, qui vise à améliorer la rentabilité en améliorant la régularité, la fiabilité et le taux de remplissage des trains, se traduit dans un premier temps par une contraction du trafic, du fait de l’abandon des flux insuffisamment rémunérateurs. Ce plan, dit « plan Véron », associé à une réorganisation du pilotage opérationnel de la production, n'a pas eu les effets escomptés. La nouvelle stratégie arrêtée en 2007 concentre les moyens sur des hubs, gros triages où les wagons sont en correspondance, et vise à réduire les coûts en massifiant les flux : c'est l'idée du « haut débit » ferroviaire. Début octobre 2008, Fret SNCF s'est réorganisé en pôles d'activité orientés vers les clients.
En 2008, la direction nationale de Fret SNCF quitte la place de Budapest à Paris  pour s'installer à Clichy dans un ancien bâtiment industriel des années 1930 réhabilité. La même année, le chiffre d'affaires de Fret SNCF était de 1,65 milliard d'euros pour 340 millions d'euros de pertes. L'activité employait 9 534 cheminots.
Avec la crise économique, le trafic du fret a subi une chute de 25 % au premier semestre 2009. La SNCF s'est donné deux ans pour redresser la situation en limitant à quelques axes le trafic de wagon isolé (70 % du déficit du fret), en soutenant le projet Euro Carex de TGV fret entre les grandes métropoles européennes (ce projet est toutefois au point mort à la fin des années 2010) et en réduisant les coûts de structure de 20 à 10 %.
La part de marché des nouveaux entrants, concurrents de Fret SNCF, est passée de 11 % en 2008 à près de 32 % en 2011. Les volumes transportés sont passés de 45,1 milliards de t.km en 2004 à 35,9 milliards de t.km en 2008 et 22,8 milliards de t.km en 2011.

### Fret SNCF dans les années 2010

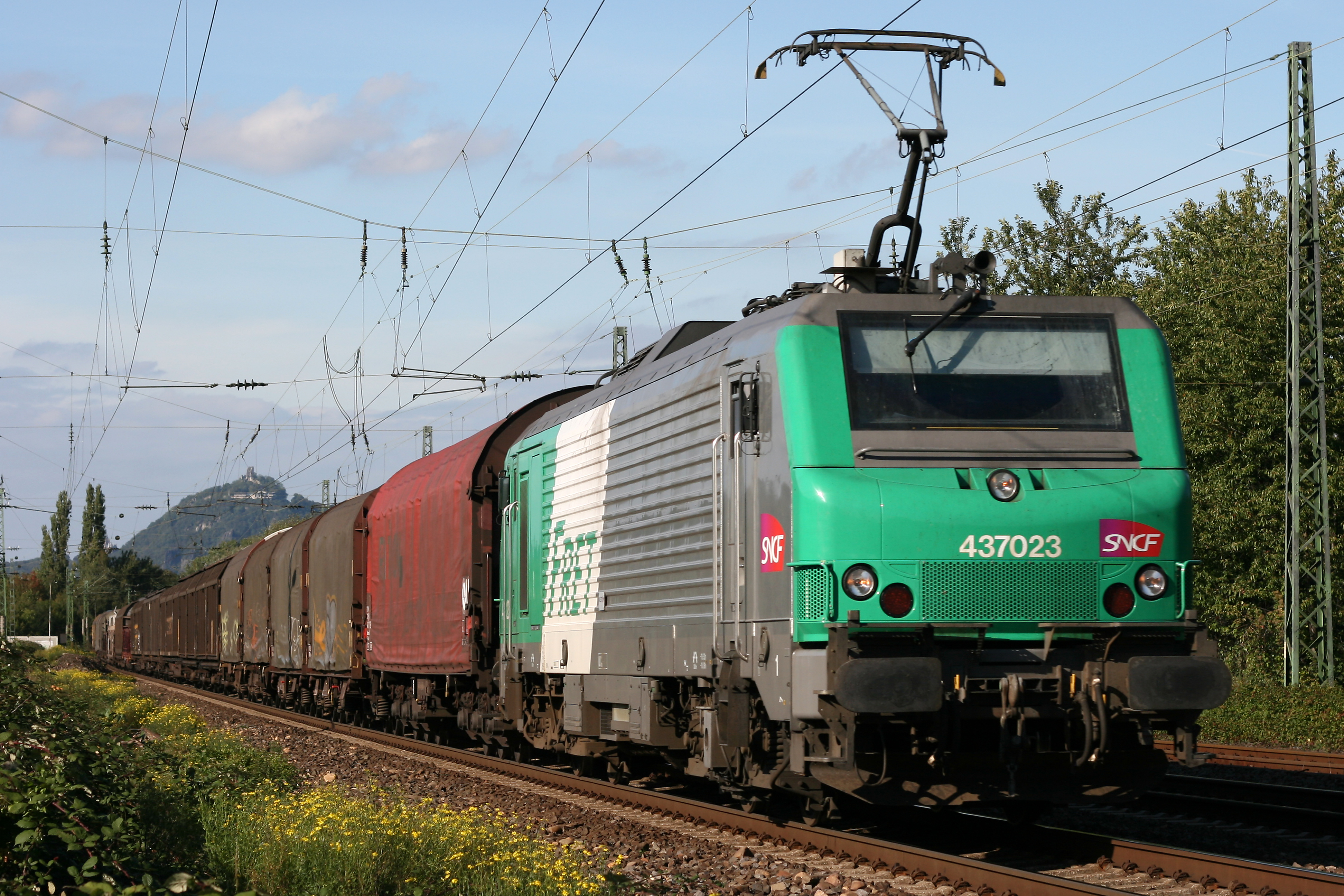
Un train de Fret SNCF tracté par la BB 37023.

En 2010, les activités de Fret SNCF en dehors du territoire français sont groupées avec les anciennes filiales internationales de Veolia Cargo, rachetées par le groupe SNCF, sous la marque commune Captrain.
En 2012, le trafic par wagon isolé, désormais appelé « multi-lots multi-clients » ou MLMC, représente près de 400 trains par semaine et 180 000 wagons chargés.
Les 18 janvier et 12 avril 2014, Fret SNCF a fait circuler un train de 1 500 mètres de long, une première en Europe.
En 2014, la longueur du réseau de « lignes capillaires fret » est d'environ 4 200 kilomètres dont 3 200 kilomètres sont régulièrement utilisés. Leur exploitation est de plus en plus souvent confiée à des opérateurs ferroviaires de proximité (OFP).
L'année 2014 a vu le retour de la croissance du chiffre d'affaires de Fret SNCF (en hausse de 0,6 %), mettant ainsi fin à plus d'une quinzaine d'années consécutives de chute. La marge opérationnelle de l'activité est de - 116 millions d'euros contre - 179 millions en 2013.
Le 1er janvier 2015, dans le cadre de la réforme ferroviaire réunifiant la SNCF et Réseau ferré de France, Fret SNCF est intégrée au nouvel établissement public à caractère industriel et commercial SNCF Mobilités. La même année, 450 postes de cheminots sont supprimés au sein de l'activité . Le trafic atteint 19,9 milliards de t.km pour un chiffre d'affaires de 1,06 milliard d'euros. La part du transport de marchandises par le rail est de 9,5 % (tous opérateurs confondus).
Dans la nuit du 28 au 29 octobre 2015, Fret SNCF a fait circuler le train le plus lourd jamais acheminé sur le réseau ferré national. D'une masse de 5 410 tonnes, long de 947 mètres, comptant 67 wagons et 3 locomotives, il a relié Somain à Uckange.
De nos jours, le trafic du fret ferroviaire ne se traite quasiment plus dans les cours et les halles à marchandises qui pour beaucoup sont laissées à l'abandon. De nombreuses gares aux marchandises et gares de triage ferment ou connaissent une forte baisse d'activité. La plupart des marchandises sont transportées en trains entiers (qui ne sont pas recomposés au cours de leur voyage et ne transitent pas par des triages) ou bien par transport combiné. Le trafic se traite le plus souvent directement par le biais des embranchements particuliers que l'on appelle désormais « installations terminales embranchées » (ITE), dans des terminaux de transport combiné ou encore dans des installations portuaires (dont le réseau ferroviaire appartient souvent aux ports autonomes). En 2015, le réseau ferré national français ne compte plus que 1 400 installations terminales embranchées et 300 cours marchandises. Les principales marchandises utilisant le transport ferroviaire sont les hydrocarbures, les produits chimiques, les automobiles, les céréales et les conteneurs (dans le cadre du transport combiné).
En 2017, Fret SNCF, en partenariat avec la société Traxens, teste le « train connecté ». Chaque wagon est équipé d'un boîtier connecté qui indique au conducteur (via une tablette) diverses informations : serrage et desserrage des freins, pression, hygrométrie, ouverture et fermeture télécommandée des trappes, etc.
Un référé de la cour des comptes adressé au gouvernement et daté du 3 juillet 2017 mentionne la « situation préoccupante » de Fret SNCF. En effet malgré la suppression de la moitié des effectifs entre 2008 et 2015, la réduction du trafic wagons isolés et la cession d'une partie de sa flotte de locomotives à Akiem, la marge opérationnelle de l'activité est de - 130 millions d'euros en 2016 tandis que sa dette atteint 4 milliards d'euros.
En 2019, Fret SNCF rejoint l'alliance européenne de wagons isolés « XRail » aux côtés de CFL Cargo, DB Cargo, Green Cargo, Lineas, Rail Cargo Group et CFF Cargo.

### Filialisation de l'activité
La filialisation de l'activité est envisagée depuis plusieurs années. Le rapport dit « Spinetta » dévoilé le 15 février 2018 préconise de recapitaliser et de filialiser Fret SNCF dont la dette pourrait alors être en partie reprise par SNCF Mobilités. Le 16 avril 2018, la SNCF a annoncé son intention de filialiser l'activité d'ici le premier semestre 2020. Fret SNCF sera ainsi doté d'une personnalité juridique et sera détenu à 100 % par la SNCF.
Fin juin 2018, la direction de Fret SNCF annonce la suppression de 754 postes d'ici 2021. Son effectif devrait ainsi passer de 5 478 salariés à 4 724.
Le 1er janvier 2020, la SNCF change de statut : constituée (depuis 2015) de trois établissements publics à caractère industriel et commercial, elle se transforme en société anonyme à capitaux publics. Fret SNCF devient une société par actions simplifiée dotée de 170 millions de fonds propres, filiale de la SNCF. Les quatre directions fret sont par ailleurs supprimées au profit d'une seule.
En décembre 2019 et janvier 2020, une grève nationale vient réduire fortement les capacités de transport de Fret SNCF et fragiliser sa base de clientèle, alors même qu'à partir de janvier 2020 l'entité est devenue une filiale autonome. Après avoir enregistré en 2018 une perte de 170 millions d'euros pour seulement 1 milliard de chiffre d'affaires, mais 5 milliards de dette.
En octobre 2020, la SNCF teste une locomotive en autonomie partielle et annonce sa volonté de faire circuler des trains de fret autonomes à l'horizon 2023.
En 2021, la direction de Fret SNCF s'installe à Saint-Ouen-sur-Seine.

### Plan de discontinuité
En janvier 2023, la Commission européenne ouvre une enquête concernant des aides versées entre 2007 et 2019 pour un montant de 5,3 milliards d'euros, des avances de trésorerie de la SNCF pour environ 4 milliards sur la même période, et 170 M€ lors de la transformation de Fret SNCF en SAS. Ces aides sont soupçonnées de ne pas respecter les règles de la concurrence. Le cas échéant, le remboursement du montant conduirait à la liquidation de Fret SNCF. Le ministre des Transports Clément Beaune propose en mai 2023 une solution dite de « discontinuité », consistant à créer une entreprise différente qui succède à Fret SNCF, mais qui doit abandonner 20 % des contrats et 30 % du trafic. Les cheminots, les syndicats et le comité social et économique s'opposent à cette solution qui est perçue comme une liquidation pure et simple du Fret,,.
Le plan de discontinuité prévoit la cession de 23 lignes de transport de marchandises à la concurrence à partir de janvier 2024, soit 20 % du chiffre d'affaires, l'intégralité des trains entiers dédiés à un seul client, 62 locomotives sur un parc de près de 730 machines, des actifs immobiliers et à transférer 10 % de ses effectifs, soit 450 emplois, vers le groupe SNCF. Les contrats à céder sont en grande majorité du transport combiné (conteneurs simples sur longue distance ou conteneurs transportés avec leur semi-remorque), un segment en croissance continue au cours des cinq dernières années, atteignant en 2022 une part de 41 % de l'activité fret. Sont concernées les récentes « autoroutes ferroviaires » de VIIA : Calais-Sète, Calais-Le Perthus, ou Valenton-Sète et celles de Novatrans : Dourges (Pas-de-Calais)-Perpignan, Dourges -Vénissieux, Valenton-Miramas et Valenton-Perpignan, ainsi que le « train des primeurs » Perpignan-Rungis. Au 1er janvier 2025, une nouvelle entreprise ferroviaire — provisoirement appelée "New Fret" — et une société de maintenance des locomotives — provisoirement appelée "New Maintenance" — doivent être créées pour succéder à l'entreprise actuelle.
Ce plan de discontinuité est vivement critiqué par un rapport d'une commission d'enquête de l'Assemblée nationale publié en décembre 2023. Lors des auditions, il est ainsi révélé que l'ouverture à la concurrence n'avait pas été prévue par les pouvoirs publics, que Fret SNCF accumulait de la dette sur laquelle « le ministère des finances fermait les yeux » et que dès la réforme ferroviaire de 2018 — transformant la SNCF en société anonyme — le gouvernement savait la situation de l'entreprise menacée.
Le 4 novembre 2024, les identités des deux nouvelles sociétés devant succéder à Fret SNCF sont dévoilées : Hexafret pour l'activité de transport ferroviaire et Technis pour la maintenance.
Le 21 novembre 2024, une journée de grève a lieu pour protester contre le plan de discontinuité, à l’appel de l’intersyndicale de la SNCF, qui regroupe CGT Cheminots, CFDT Cheminots, Sud-Rail et UNSA-Ferroviaire.

### Identité visuelle (logo)

Logo de SNCF Marchandises dans les années 1980.
De 1989 à 1992.
De 1992 à 2005.
Dernier logo.

## Le matériel roulant

### Depuis la répartition par activités

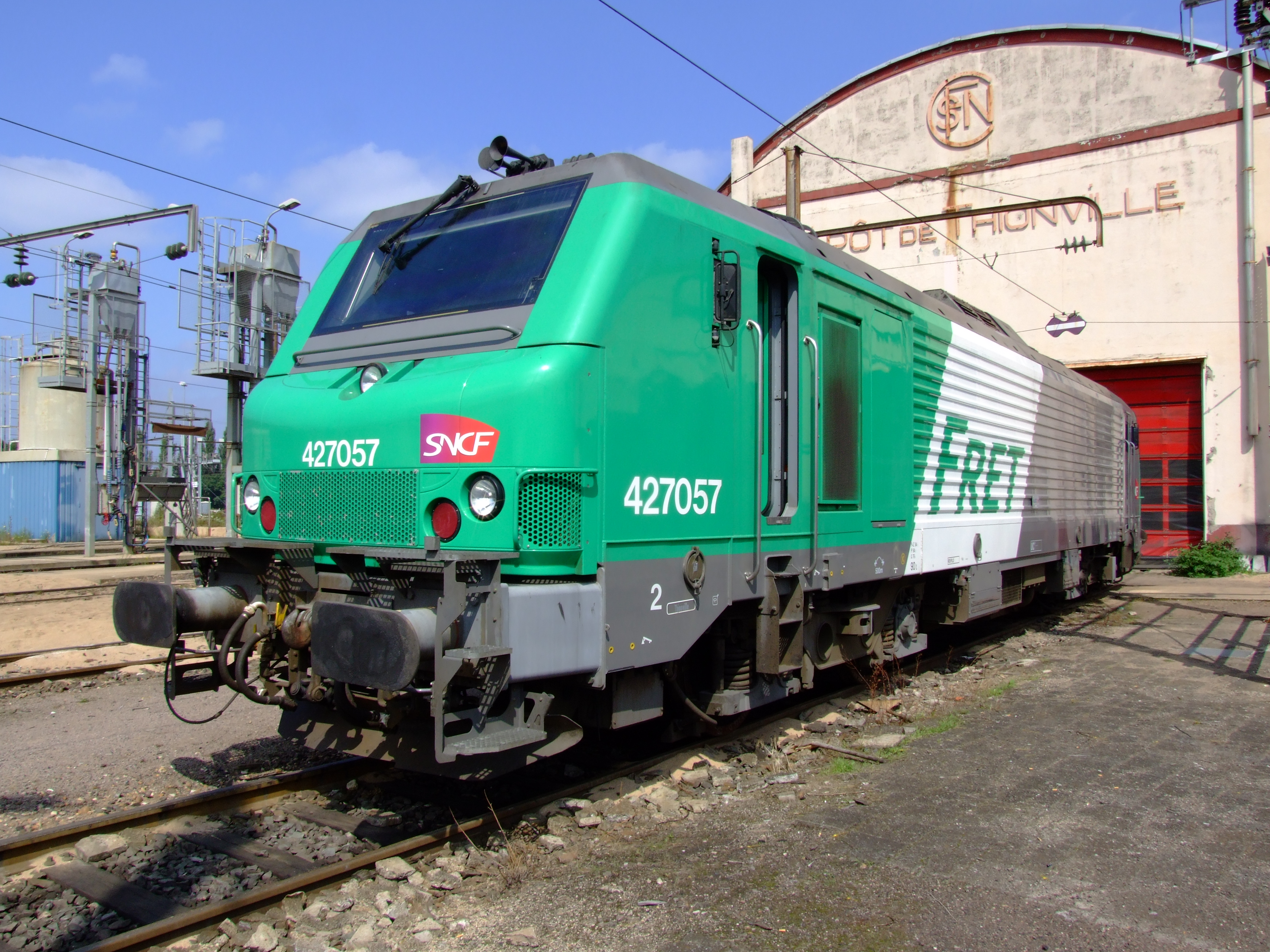
Locomotive BB 27057 de Fret SNCF.

Depuis le 1er janvier 1999, l’ensemble du parc moteur est réparti entre les différentes activités de la SNCF : Grandes Lignes (aujourd'hui Intercités et SNCF Voyages), Fret, Infrastructure, Matériel, TER et Transilien. Dans les premiers temps, en 1999, cette affectation reste surtout d’ordre administratif : il n’est pas rare, en effet, de voir des échanges, avec des machines Fret en tête de trains de voyageurs, notamment. Ces « échanges » sont régularisés entre activités de manière comptable sous forme de locations, appelées « demandes d’assistance ».
La situation est néanmoins régularisée par un ajustement de la répartition du parc, en particulier début 2000, de façon à ajuster les affectations aux besoins réels.
L’ensemble des machines a été affublé d’un 4 devant son numéro, pour former un numéro à 6 chiffres : la BB 7206 est devenue BB 407206, la BB 26234 est devenue BB 426234.
À l'occasion de la répartition du matériel, Fret SNCF s'est également doté d'une livrée qui lui est propre. Celle-ci est à base de vert, de blanc et de gris avec l’inscription FRET. Plus récemment certaines machines ont reçu une livrée constituée simplement de gris, surnommée « livrée fantôme », avec l'inscription FRET en vert.
Entre 2001 et 2010, Fret SNCF a reçu 440 locomotives de type Prima (électriques et diesels) d'Alstom afin de moderniser son parc moteur. Cependant la chute considérable du trafic a rendu de nombreuses machines inutiles. Face à ce surplus, les matériels les plus anciens sont stockés au triage de Sotteville et les matériels récents sont affectés à Akiem, filiale de la SNCF chargée de la location de locomotives.

### État du parc en 2014
En 2014, Fret SNCF disposait de plus de 700 locomotives et 300 locotracteurs.